# Erika Pannwitz
Erika Pannwitz (Lychen, 26 de maio de 1904 – Berlim, 25 de novembro de 1975) foi uma matemática alemã, que trabalhou com topologia geométrica. De 1953 a 1969 dirigiu o Zentralblatt MATH.

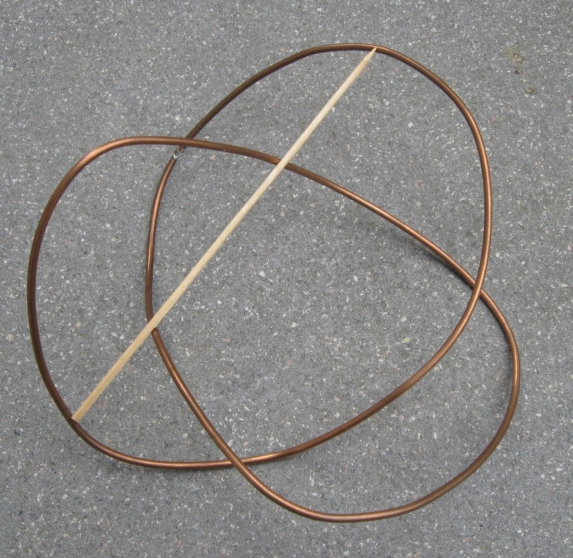
Exemplo de uma quadrissecante

Erika Pannwitz obteve um doutorado em 1931 na Universidade de Berlim, orientada por Heinz Hopf e Erhard Schmidt. Sua tese apareceu apenas dois anos depois no Mathematische Annalen.

## Publicações
- Eine elementargeometrische Eigenschaft von Verschlingungen und Knoten. In: Math. Annalen. Volume 108, 1933, Sp. 629–672, online
- com Heinz Hopf: Über stetige Deformationen von Komplexen in sich. In: Math. Annalen. Volume 108, 1933, p. 433–465
- Eine freie Abbildung der n-dimensionalen Sphäre in die Ebene. In: Mathematische Nachrichten. Volume 7, 1952, p. 183–185